# 上腕骨顆上骨折
上腕骨顆上骨折（じょうわんこつかじょうこっせつ、英：supracondylar fracture）は、上腕骨の遠位部の骨折である。
伸展位で手をついた際に起こる事が多く、「転んで子供のひじが変形した」という訴えが多い。合併症としてVolkmann拘縮、内反肘変形、橈骨神経麻痺、正中神経麻痺などが挙げられる。